# Белград (футбольний клуб)
Футбольний клуб «Белград» (серб. Fudbalski klub Beograd) — сербський футбольний клуб із Белграда, заснований 1929 року. Виступає у 3-ій сербській лізі.